# 63式対戦車地雷
63式対戦車地雷（ろくさんしきたいせんしゃじらい）とは、陸上自衛隊が使用している対戦車地雷である。

## 概要
63式対戦車地雷は戦後初の国産地雷として研究開発されたもので、株式会社石川製作所で1957年（昭和32年）3月から同年8月にわたり試作を行ない、1958年（昭和33年）1月より勝田の施設学校の協力のもと試験が実施された。この結果､威力は充分であったものの機構に不具合が見られたのでこれを改良し、1963年（昭和38年）に制式採用された。この地雷は中戦車を擱挫または破壊して運行不能にさせるために使用するものであり､本体等の素材に非金属材料を使用する事で地雷探知機による探知を困難としている。本体部の容器には炸薬として約7kgのTNTが詰められており､圧力板に130～190kgの圧力が加わると信管が作動して爆発する。また本体下面には地雷の除去を妨害するための活性化装置を取付ける事ができる。

### 構造
63式対戦車地雷の構造は主に本体部・発火セン・信管・活性化装置からなり､各部の構造は以下のようになっている。
・本体部
合成樹脂製で､内部に炸薬・主伝爆薬・副伝爆薬があり､上面に発火センと信管を､下面に活性化装置を備えている。本体上面には受圧ゴム・圧力板・防湿ゴムを圧縮リングによつてねじ付けし､その中央部圧力板には発火センを取付けるネジがあり､さらに受圧ゴムの内側に信管が挿入できる空間があって伝爆薬と通じている。本体下面中央部には伝爆薬室を有し､ネジを切った蓋をしてある。さらに下面には活性化装置取付口および炸薬溶填口蓋がねじ付けてあり､それぞれ接着剤・パッキンによって気密を保たせてある。また下面には溶填の際に必要な逃気口センがある。
・発火セン
合成樹脂製で､本体・扼止筒・扼止片・開閉軸および締め付ネジからなり､パッキンをはさんで一体に組立てられる。扼止筒は扼止片の開閉を行ない､本体受圧部と共に戦車からの圧力を受ける。
・信管
合成樹脂製の信管体・受圧筒・撃針カン（桿）・雷管室　および撃針・安全鋼球・撃発ゴム・雷管・ならびに伝爆薬からなる。撃針桿にねじ込まれた撃針は安全鋼球・撃発ゴムによって受圧筒と組立てられ､受圧筒と信管体は、2本の案内ピンによって常に同一の方向に滑動する。雷管室は､雷管を保持して信管体にねじ込まれ､また信管体の下部には伝爆薬がある。受圧筒に圧力が加われば､撃発ゴムが圧縮され､安全鋼球が受圧筒内の凹部に落ち込み､ゴムのバネカによって撃針は雷管を刺突して発火させる。
・活性化装置
地雷の除去作業を妨害する装置で､円筒形の本体の内部にバネおよび撃針桿を装着し､下部に雷管室をねじ込み､雷管室下部に伝爆薬筒を接着する。上部には開放カン（桿）があり、引張カン（桿）､引張ヒモを介して木製のクイと接続する。本体および引張カ桿には安全フォークおよびピンがあり､埋設前の装置の安全を保持させる。

### 機能
圧力板に圧力が加わると､受圧部内の受圧ゴムが座屈して縦に縮み､信管の受圧筒は受圧板に押されて下降し､安全鋼球を筒内に飛出させる。同時に圧縮された撃発ゴムのバネ力で撃針は雷管を刺突して起爆させ､主伝爆薬、炸薬の順に爆発する。活性化装置は地雷除去を防止する装置であり､地雷を発掘した際に土中に埋没されたクイだけが地中に残り､引張桿・開放桿に引張力が加わるので､撃針桿は撃発バネによって雷管を刺突して起爆させ､副伝爆薬､炸薬の順に地雷を爆発させる。

## 改良
1965年(昭和40年)3月1日から6日まで､改造した試験体を用いた性能試験が技術研究本部の支援のもと実施され､その結果以下のような点が改良される事となり､この改良型は63式対戦車地雷(B)として採用された。
63式対戦車地雷(B）の主な改良点
- 信管の撃発ゴムが温度の低下に伴いバネの復元力が低下して不発の原因となるため､これを鋼製の撃発バネとする。
- FRPの加工技術の向上により容器の肉厚を6mmから1.5mmとする事が強度上可能になったため､総重量を軽減して運搬および取扱を容易とする。
- 副伝爆薬を従来の2個から1個にするなど構造を簡素化して量産に適するようにする。

## 主要目
| 63式対戦車地雷の寸法※ | 63式対戦車地雷の寸法※ | 63式対戦車地雷の寸法※ |
| --------------------- | --------------------- | --------------------- |
| 全 高                 | 157mm                 | 130mm                 |
| 最 大 径              | 300mm                 | 300mm                 |
| 全 重 量              | 11.5kg                | 9.3kg                 |

※右は63式対戦車地雷(B)の数値